# Theridiosoma blaisei
Espèce
Theridiosoma blaisei est une espèce d'araignées aranéomorphes de la famille des Theridiosomatidae.

## Distribution
Cette espèce est endémique du Gabon.

## Description
La femelle holotype mesure 1,5 mm.

## Étymologie
Cette espèce est nommée en l'honneur du Lieutenant de vaisseau Louis Blaise.

## Publication originale
- Simon, 1903 : Études arachnologiques. 33e Mémoire. LII. Étude sur les arachnides recueillis par M. le Lieutenant de vaisseau Blaise dans l'estuaire du Gabon, pendant qu'il commandait la canonnière "la Cigogne" au Congo françois (1894-1896). Annales de la Société Entomologique de France, vol. 71, p. 719-725 (texte intégral).